# Łożyskowce
Łożyskowce (Placentalia) – takson klasyfikowany w randze infragromady (czasem podgromady lub szczepu), obejmujący żyworodne, u których występuje łożysko. Należy do nich ok. 95% gatunków współczesnych ssaków (wszystkie z wyjątkiem stekowców i torbaczy).

## Cechy charakterystyczne
U łożyskowców doszło do wykształcenia łożyska, które zapewnia kontakt między organizmem matki i rozwijającym się płodem, uniezależniając płód od środowiska zewnętrznego. Ciąża trwa od kilku tygodni do około dwóch lat. Noworodek jest znacznie większy niż u torbaczy, a u niektórych gatunków tuż po urodzeniu jest zdolny do samodzielnego poruszania się.

## Ewolucja
Dokładny czas powstania łożyskowców nie jest znany. Zapis kopalny wskazuje na radiację tych ssaków po wymieraniu kredowym, choć oszacowania molekularne sugerują, że pierwsze łożyskowce żyły jeszcze w kredzie. Analiza O'Leary i in. (2013) sugeruje jednak, że klad ten mógł wyewoluować dopiero po wymieraniu kredowym. Najstarszym znanym łożyskowcem jest według autorów Protungulatum donnae z wczesnego paleocenu (do rodzaju Protungulatum mogą jednak należeć również kredowe skamieniałości). Pierwsze łożyskowce mogły być stosunkowo dużymi i długowiecznymi ssakami – na podstawie analiz genomicznych oszacowano, że osiągały masę ponad 1 kg i żyły ponad 25 lat. Według O'Leary i in. ostatni wspólny przodek łożyskowców był jednak znacznie mniejszym zwierzęciem – ważył pomiędzy 6 a 245 g i był nadrzewnym owadożercą. Jądra samców znajdowały się w jamie brzusznej, samice miały łożysko z trofoblastem, dwurożną macicę i rodziły jedno nieowłosione młode o zamkniętych oczach.

## Systematyka filogenetyczna
- Infragromada (szczep): łożyskowce (Placentalia)
  -     - Grupa: afrotery (Afrotheria)
      - Nadrząd: Afroinsectiphilia
        - Rząd: ryjkonosowe (Macroscelidea)

      - Nadrząd: Pseudungulata
        - Rząd: afrosorkowce (Afrosoricida)
        - Rząd: rurkozębne (Tubelidentata)

      - Nadrząd: Paenungulata
        - Rząd: góralkowce (Hyracoidea)
        - Rząd: trąbowce (Proboscidea)
        - Rząd: brzegowce (Sirenia)
        - Rząd: †embritopody (Embrythopoda)
        - Rząd: †Desmostylia

  - Klad: Exafroplacentalia
    - Grupa: szczerbaki (Xenarthra)
      -         - Rząd: włochacze (Pilosa)
        - Rząd: pancernikowce (Cingulata)

  - Klad: Boreoeutheria
    - Grupa: Euarchontoglires
      - Nadrząd: Glires
        - Rząd: zajęczaki (Lagomorpha)
        - Rząd: gryzonie (Rodentia)

      - Nadrząd: euarchonty (Euarchonta)
        - Rząd: wiewióreczniki (Scadentia)
        - Rząd: latawce (Dermoptera)
        - Rząd: †Plesiadapiformes
        - Rząd: naczelne (Primates)

    - Grupa: Laurasiatheria
      -         - Rząd: nietoperze (Chiroptera)
        - Rząd: Soricomorpha
        - Rząd: Erinaceomorpha
        - Rząd: nieparzystokopytne (Perissodactyla)

      - Nadrząd: Cetartiodactyla
        - Rząd: walenie (Cetacea)
        - Rząd: parzystokopytne (Artiodactyla)
        - Rząd: †Mesonychia

      - Nadrząd: Ferae
        -           - Nadrodzina: Miacoidea

        - Rząd: drapieżne (Carnivora)
        - Rząd: łuskowce (Pholidota)
        - Rząd: †kreodonty (Creodonta)
        - Rząd: †Cimolesta
        - Rząd: †prakopytne (Condylarthra)

      - Nadrząd: Meridiungulata
        - Rząd: †piroteria (Pyrotheria)
        - Rząd: †astrapoteria (Astrapotheria)
        - Rząd: †notoungulaty (Notoungulata)
        - Rząd: †litopterny (Litopterna)

## Wcześniejsza systematyka
- Szczep: łożyskowce (Placentalia)
  -     - Rząd: owadożerne (Insectivora)
    - Rząd: szczerbaki (Xenathra)

  - Nadrząd: archonty (Archonta)
    - Rząd: nietoperze (Chiroptera)
    - Rząd: latawce (Dermoptera)
    - Rząd: tupaje (Scadentia)
    - Rząd: naczelne (Primates)

  - Nadrząd: Glires
    - Rząd: gryzonie (Rodentia)
    - Rząd: zajęczaki (Lagomorpha)
    - Rząd: ryjkonosowe (Macroscelidea)

  - Nadrząd: Ferae
    - Rząd: †kreodonty (Creodonta)
    - Rząd: drapieżne (Carnivora)

  - Nadrząd: kopytne (Ungulata)
    - Rząd: słupozębne (Tubelidentata)
    - Rząd: walenie (Cetacea)
    - Rząd: góralki (Hyracoidea)
    - Rząd: brzegowce (Sirenia)
    - Rząd: trąbowce (Proboscidea)
    - Rząd: †Notoungulata
    - Rząd: parzystokopytne (Artiodactyla)
    - Rząd: nieparzystokopytne (Perissodactyla)